# Степанов, Максим Осипович
Максим Осипович Степанов (1893 — 25 сентября 1945) — советский военный деятель, комкор (1938).

## Юность
Родился в августе 1893 в деревне Новая Суздальского уезда Владимирской губернии в русской крестьянской семье. В 1906 окончил двухклассное училище, после чего работал точильщиком.

## Первая мировая и Гражданская войны
В феврале 1915 призван в царскую армию. В том же году окончил учебную команду, откуда был выпущен унтер-офицером. Участвовал в Первой мировой войне: сражался с немцами в 143-м пехотном полку в составе 5-й, затем 12-й армий. Дослужился до фельдфебеля. После Февральской революции избран председателем полкового комитета, а в октябре 1917 — заместителем секретаря дивизионного комитета. Демобилизовался в феврале 1918.
В апреле 1918 принят в РКП(б). После демобилизации работал секретарём волостного комитета. Организовывал комбеды из рабочих фабрики Зимина.
В августе 1918 вступил в РККА. С октября 1918 — начальник связи отдельного батальона войск ВЧК. С февраля 1919 одновременно командовал батальоном и был помощником командира 91-го стрелкового полка войск ВЧК. С 24 по 26 августа в районе деревни Алет-Казерну успешно остановил попытки противника обойти правый фланг красных и зайти в тыл, после чего личным примером увлёк красноармейцев полка в контрнаступление, благодаря чему была захвачена сильно укреплённая позиция противника. С ноября 1919 временно исполнял должность командира 23-го стрелкового полка 11-й стрелковой дивизии, с которой в составе 15-й армии Западного фронта участвовал в боях с Эстонской армией. В декабре того же года парламентёром участвовал в переговорах с эстонцами, но был взят в плен. Летом 1920 вернулся из плена, был зачислен обратно в свою дивизию и в июне того же года назначен помощником командира батальона связи. С ноября 1920 — командир 96-го стрелкового полка.

## Послевоенный период
В 1921-1924 служил в Петроградском военном округе в 11-й стрелковой дивизии: с мая 1921 командовал учебно-кадровым полком, с февраля 1922 — помощник командира 31-й Петроградской стрелковой бригады, с июня того же года — командир 33-го стрелкового полка. В декабре 1924 направлен военным советником в Китай. По возвращении в 1925 году некоторое время состоял в распоряжении Главного управления РККА, а в ноябре назначен командиром-единоначальником 58-го стрелкового полка. В 1927 году окончил курсы «Выстрел», а в 1929 — КУВНАС а при Военной академии имени М. В. Фрунзе. С октября 1929 — помощник командира 20-й стрелковой дивизии. С января 1930 — командир-единоначальник 4-й стрелковой дивизии им. Германского пролетариата. 26 июня 1930 г. направлен в Москву делегатом XVI съезда ВКП(б) С 1931 года служил в центральном аппарате Народного комиссариата по военным и морским делам СССР: с июля 1931 — начальник Военно-инженерного управления РККА, а с ноября 1934 — заместитель начальника инженеров РККА. С января 1934 по май 1935 — комендант и военком Мозырского укрепрайона. Затем вновь в центральном аппарате НКО СССР — заместитель начальника Химического управления РККА коринженера Я. М. Фишмана. После отстранения последнего в мае 1937 года возглавил Военно-химическое управление РККА.

## Репрессии
28 ноября 1938 года нарком обороны К. Е. Ворошилов обратился в ЦК ВКП(б) с просьбой уволить из РККА ряд высших командиров, среди которых значился и М. О. Степанов, на которых имелись компрометирующие данные; на следующий день в ЦК было принято решение об их увольнении. В последних числах ноября 1938 Степанов был уволен в запас.
Арестован 9 декабря 1938. В ходе следствия подвергался «физическим методам воздействия». Сначала признал себя виновным во вменяемых ему преступлениях, но затем от этих показаний отказался. 31 мая 1939 года ВКВС по обвинению в принадлежности к военному заговору осужден к 20 годам ИТЛ и 5 годам поражения в правах. Отбывая наказание, умер в ИТЛ в Котласе 25 сентября 1945. Определением ВКВС от 30 июня 1956 реабилитирован.

## Звания
- Комдив (26.11.1935[8])
- Комкор (22.02.1938[8])

## Награды[2]
- 2 ордена Красного Знамени (3.04.1920; 10.03.1922)

## Исторические источники
- Военный совет при народном комиссаре обороны СССР. 1—4 июня 1937 г.: Документы и материалы / Сост. Н. С. Тархова и др.. — М.: РОССПЭН, 2008. — 624 с. — 1000 экз. — ISBN 978-5-8243-0917-1.